# Antoine Galland

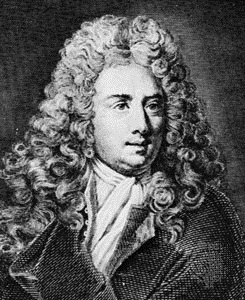
Antoine Galland

Antoine Galland (* 4. April 1646 in Rollot, Picardie; † 19. Februar 1715 in Paris) war ein französischer Orientalist und Numismatiker und der erste europäische Übersetzer der Erzählungen aus Tausendundeiner Nacht.

## Leben
Galland stammte aus einer Familie von Kleinbauern, verlor im Alter von vier Jahren seinen Vater und erlernte als Zehnjähriger in Noyon Altgriechisch, Latein und Hebräisch. Später studierte er in Paris am Collège Royal und der Sorbonne. Seine hervorragenden Griechischkenntnisse bewogen den damaligen französischen Gesandten Marquis de Nointel dazu, ihn 1670 zu einer fünfjährigen Mission bei der Hohen Pforte nach Konstantinopel mitzunehmen, bei der Galland türkische, persische und arabische Sprachkenntnisse erwerben konnte. Auf dieser Reise erwarb er den Grundstock seiner bedeutenden Münzsammlung.
1676 reiste Galland nach Jerusalem, um dort alte Denkmäler und Inschriften zu untersuchen, zu verzeichnen und zu skizzieren, und unternahm zu dem gleichen Zweck im Auftrag der Französischen Ostindienkompanie 1679 eine dritte Reise nach der Levante, um für die Antikensammlung Colberts Stücke zu erwerben.
Nach seiner Rückkehr 1701 wurde er Mitglied der Pariser Akademie der Inschriften und schönen Künste und 1709 Professor der arabischen Sprache am Collège de France. Er verstarb am 19. Februar 1715 in Paris und wurde auf dem Friedhof der Pfarrkirche Saint-Étienne-du-Mont begraben.

## Werke
Berühmt ist Galland vor allem wegen seiner erstmaligen Übersetzung der Märchen von Tausendundeiner Nacht aus dem Arabischen:
- Les mille et une nuits: contes arabes. 12 Bände. Paris 1704–1717. Weitere Ausgaben seiner Übersetzungen erfolgten u. a. 1840 durch Silvestre de Sacy und 1857 durch Jules Janin.

Die erste deutsche Übersetzung erschien bereits 1781–1785:
- Johann Heinrich Voß: Die tausend und eine Nacht arabische Erzählungen. 6 Bände. Bremen 1781–85. Mikrofiche-Ausgabe Saur, München 1999, ISBN 3-598-53064-1.

1983 erschien eine bibliophile Neuausgabe in deutscher Sprache:
- Antoine Galland (Übers.); Babina von der Heydt (Bearb.): Tausendundeine Nacht nach Galland (Bd. 1–15 des Gesamtwerks, neu überarbeitet von Babina von der Heydt). Edition Weitbrecht in Thienemanns Verlag, Stuttgart 1983, ISBN 3-522-71255-2.

Sein Hauptwerk erschien erstmals 1694:
- Antoine Galland: Les paroles remarquables, les bons mots, et les maximes des Orientaux: traduction de leurs ouvrages en arabe, en persan et en turc, avec des remarques (Paris 1694, Lyon 1695, Paris 1730). Neuausgabe: Maisonneuve & Larose, Paris 1999, ISBN 2-7068-1313-X.

1724 erschienen postum seine Übertragungen indischer Märchen und Sagen:
- Les contes et fables indiennes de Bidpaï et de Lokman. Traduites d’Ali Tchelebi-ben-Saleh, auteur turc. Œuvre posthume par M. (Antoine) Galland. 2 Bände. Paris 1724. Erneute Herausgabe durch M. Cardonne 1784.

Gallands Tagebuch während seiner Reise nach Konstantinopel wurde 1881 von Charles Schefer herausgegeben:
- Charles Schefer (Hers.): Journal d’Antoine Galland pendant son séjour à Constantinople 1672–1673 publié et annoté par Charles Schefer. Leroux, Paris 1881.

Zahlreiche seiner Übersetzungen erschienen nie gedruckt, darunter eine Übersetzung des Koran und eine Geschichte der türkischen Sultane (Histoire générale des empereurs Turcs).